# Vĩnh Gia Huyền Giác
Vĩnh Gia Huyền Giác (zh. yòngjiā xuānjué 永嘉玄覺, ja. yōka genkaku), 665-713, là Thiền sư Trung Quốc đời Đường. Sư còn có các tên Minh Đạo (zh. 明道), Chân Giác (zh. 眞覺), và Đạo Minh (zh. 道明), là đệ tử được Huệ Năng ấn chứng. Sư tinh thông cả ba tông, Thiền, Thiên Thai, và Hoa Nghiêm, nổi tiếng với tên Nhất Túc Giác (zh. 一宿覺), có nghĩa là "giác ngộ trong một đêm" với câu chuyện sư nghỉ lại chỉ một đêm với Lục tổ. Sư còn là tác giả của 2 tác phẩm ngắn nhưng rất thông dụng là Chứng đạo ca (zh. 證道歌) và Thiền Tông Vĩnh Gia tập (zh. 禪宗永嘉集). Cả hai tác phẩm đều giải quyết những vấn đề tư tưởng quan trọng trong giai đoạn ấy và cũng là đề tài của luận Đại thừa khởi tín, kinh Viên Giác, kinh Thủ-lăng-nghiêm.

## Cơ duyên và hành trạng
Sư họ Đới, quê ở Vĩnh Gia, Ôn Châu. Sư xuất gia từ nhỏ và sớm tham học Đại tạng kinh, tinh thâm Chỉ-Quán. Nhân xem kinh Duy-ma-cật sở thuyết, sư hoát nhiên liễu ngộ. Môn đệ của Lục tổ Huệ Năng là Thiền sư Huyền Sách thấy sư đàm luận lời lẽ thích hợp với chư Tổ bèn khuyên sư đến Lục tổ để được ấn chứng chỗ sở đắc. Trận Pháp chiến sau đây giữa sư và Tổ đã đi vào lịch sử của Thiền tông:
Sư cùng Huyền Sách đến Tào Khê tham vấn Tổ. Đến nơi, sư tay cầm tích trượng, vai mang bình bát đi nhiễu Tổ ba vòng. Tổ hỏi: "Phàm Sa-môn phải đủ ba ngàn uy nghi tám muôn tế hạnh, Đại đức là người phương nào đến mà sinh đại ngã mạn như vậy?"
Sư thưa: "Sinh tử là việc lớn, Vô thường quá mau."
Tổ bảo: "Sao không ngay nơi đó thể nhận cái vô sinh, liễu chẳng mau ư?"
Sư thưa: "Thể tức vô sinh, liễu vốn không mau."
Tổ khen: "Đúng thế! Đúng thế!"
Đại chúng nghe vậy đều ngạc nhiên. Sư bây giờ mới đầy đủ trang nghiêm lễ bái Tổ. Lát sau, sư cáo từ, Tổ bảo: "Trở về mau quá!"
Sư thưa: "Vốn tự không động thì đâu có mau."
Tổ hỏi: "Cái gì biết không động?"
Sư thưa: "Ngài tự phân biệt."
Tổ bảo: "Ngươi đạt ý vô sinh rất sâu!"
Sư thưa: "Vô sinh há có ý sao?"
Tổ hỏi: "Không có ý, cái gì biết phân biệt?"
Sư thưa: "Phân biệt cũng không phải ý."
Tổ khen: "Lành thay! Lành thay!"
Sư lưu lại một đêm hỏi thêm đạo lý và sau đó cùng Huyền Sách xuống núi. Thời nhân gọi sư là "Giác giả một đêm", Nhất túc giác (zh. 一宿覺).
Sư sau trụ trì ở Ôn Giang, học chúng đến tấp nập.
Đời Đường, niên hiệu Tiên Thiên thứ hai, ngày 17 tháng 10, sư ngồi vui vẻ thị tịch, thọ 49 tuổi. Vua sắc phong là Vô Tướng Đại sư, tháp hiệu Tịnh Quang.

## Sách tham khảo
- Fo Guang Ta-tz'u-tien 佛光大辭典. Fo Guang Ta-tz'u-tien pien-hsiu wei-yuan-hui 佛光大辭典編修委員會. Taipei: Fo-guang ch'u-pan-she, 1988. (Phật Quang Đại Từ điển. Phật Quang Đại Từ điển biên tu uỷ viên hội. Đài Bắc: Phật Quang xuất bản xã, 1988.)
- Das Lexikon der Östlichen Weisheitslehren, Bern 1986.
- Dumoulin, Heinrich:

Geschichte des Zen-Buddhismus I. Indien und China, Bern & München 1985.
Geschichte des Zen-Buddhismus II. Japan, Bern & München 1986.